# Маранола-Тривио (Латина)
Маранола-Тривио је насеље у Италији у округу Латина, региону Лацио.
Према процени из 2011. у насељу је живело 2823 становника. Насеље се налази на надморској висини од 233 м.